# انخفاض ضغط الدم
انخفاض ضغط الدم هو حالة تحدث عندما يتدفق الدم عبر الأوعية الدموية عند ضغط أقل من المعتاد. ضغط الدم هو قوة دفع الدم ضد جدران الشرايين حيث يضخ القلب الدم. عادة ما يوصف بأنه رقمان، الانقباضي والانبساطي. تسجل الأرقام ضغط الدم بالملليمتر من الزئبق، مع الانقباضي المذكور أعلاه الانبساطي. انخفاض ضغط الدم هو ضغط الدم الذي يقل عن 90/60 ملم زئبق. تنطبق أرقام مختلفة على الأطفال. من الناحية العملية لا يعتبر ضغط الدم منخفض الا عند تواجد أعراض ملحوظة.
قد تشمل الأعراض دوخة، شعور بالأغماء، ارتباك، شعور بالتعب، ضعف، صداع، رؤية غير واضحة، غثيان، ألم الرقبة أو الظهر، عدم انتظام ضربات القلب أو شعور بأن القلب يتخطى النبض أو يرفرف، وإغماء. انخفاض ضغط الدم هو عكس ارتفاع ضغط الدم. من الأفضل فهمه على أنها حالة فسيولوجية وليست مرض. انخفاض شديد في ضغط الدم يمكن أن يحرم الدماغ والأعضاء الحيوية الأخرى من الأكسجين والمواد المغذية، مما يؤدي إلى حالة تهدد الحياة تسمى الصدمة.
يمكن أن تكون أسباب انخفاض ضغط الدم الجفاف الناجم عن القيء، الافراط في ممارسة الرياضة، أو الحرارة المفرطة؛ نقص حجم الدم، اتساع الأوعية الدموية، فقر الدم، نقص فيتامين بي12، تغييرات هرمونية، صدمة الحساسية، أدوية لعلاج ارتفاع ضغط الدم أو مرض باركنسون، ومشاكل في القلب أو الغدد الصماء. هناك أيضا متلازمات يمكن أن تسبب انخفاض ضغط الدم لدى المرضى بما في ذلك هبوط الضغط الانتصابي، الإغماء الوعائي المبهمي، وغيرها من الحالات النادرة.
بالنسبة لكثير من الأشخاص، يمكن حدوث انخفاض مفاجئ في ضغط الدم أو انخفاض ضغط الدم الذي قد يكون مرتبطا بمشكلة صحية مثل مشاكل القلب، الغدد الصماء، أو الأعصاب. يعاني بعض الأشخاص من انخفاض ضغط الدم طوال الوقت، وهذا أمر طبيعي بالنسبة لهم. بالنسبة لبعض الأشخاص الذين يمارسون الرياضة وهم في حالة بدنية قصوى، يمكن أن يكون انخفاض ضغط الدم طبيعي.
يعتمد العلاج على سبب انخفاض ضغط الدم. قد تشمل معالجة انخفاض ضغط الدم استخدام السوائل عن طريق الوريد أو مقابض الأوعية. عند استخدام ضاغطات الأوعية، لا يبدو أن محاولة تحقيق ضغط شرياني متوسط أكبر من 70 ملم زئبق تؤدي إلى نتائج أفضل من محاولة تحقيق متوسطًا أكبر من 65 ملم زئبق في البالغين.

## العلامات والأعراض
بالنسبة لكثير من الناس، يمر انخفاض ضغط الدم دون أن يلاحظه أحد. بالنسبة لبعض الناس، قد يكون انخفاض ضغط الدم علامة على حالة صحية كامنة، خاصة عندما ينخفض فجأة أو يحدث مع أعراض. كبار السن لديهم أيضا خطر أكبر لأعراض انخفاض ضغط الدم، مثل السقوط أو الإغماء أو الدوخة عند الوقوف أو بعد الوجبة. إذا كان ضغط الدم منخفضا بما فيه الكفاية، فقد يحدث الإغماء.
يرتبط انخفاض ضغط الدم أحيانا بأعراض معينة، يرتبط الكثير منها بأسباب انخفاض ضغط الدم بدلا من آثاره:
- ارتباك
- دوخة أو شعور بالأغماء
- شعور بالتعب أو الضعف
- ضيق في التنفس
- عدم انتظام ضربات القلب، أو الشعور بأن القلب يتخطى النبض، أو يرفرف
- ألم الصدر
- حمى
- صداع
- رجفان
- تصلب الرقبة
- ألم شديد أعلى الظهر أو الرقبة
- فقدان أو عدم وضوح الرؤية المؤقت
- غثيان
- فقدان الشهية
- سعال مع بلغم
- إسهال وقيء لفترات طويلة
- عسر الهضم (سوء الهضم)
- عسر التبول (تبول مؤلم)
- رد فعل تحسسي حاد مهدد للحياة
- النوبات
- فقدان الوعي
- براز أسود قطراني

## الأسباب
يمكن أن تتراوح أسباب انخفاض ضغط الدم من نقص حجم الدم والجفاف إلى الاضطرابات الطبية الحادة، تشمل الحالات الطبية التي يمكن أن تسبب انخفاض ضغط الدم ما يلي: فقدان الدم، التغيرات الهرمونية، أتساع الأوعية الدموية، الآثار الجانبية للدواء، فقر الدم، نقص فيتامين بي12، الجفاف الشديد، الحساسية المفرطة، عدوى الدم، ومشاكل في القلب أو الغدد الصماء.
انخفاض حجم الدم أو نقص حجم الدم هو السبب الأكثر شيوعا لانخفاض ضغط الدم، يمكن أن ينجم عن النزيف؛ أو كمية غير كافية من السوائل كما هو الحال في المجاعة؛ أو زيادة في خسارة السوائل من الإسهال أو القيء. يمكن أن يحدث نقص حجم الدم عن طريق الاستخدام المفرط لمدرات البول. ويمكن أيضا أن يعزى انخفاض ضغط الدم لسكتة قلبية. قد يكون الجسم فيه ما يكفي من السوائل ولكن لا تحتفظ بالشوارد. يمكن أيضا أن يعزى انخفاض ضغط الدم إلى ضربة الشمس التي يمكن الإشارة إليها بغياب العرق، شعور بالأغماء، والبول الداكن اللون.
أدوية أخرى يمكن أن تنتج انخفاض ضغط الدم عن طريق آليات مختلفة. الاستخدام المزمن للحاصرات ألفا أو حاصرات بيتا يمكن أن يؤدي إلى انخفاض ضغط الدم. استخدام حاصرات بيتا يمكن أن يسبب انخفاض ضغط الدم على حد سواء عن طريق إبطاء معدل ضربات القلب وعن طريق تقليل قدرة الضخ لعضلة القلب.
انخفاض الإنتاج القلبي على الرغم من حجم الدم الطبيعي، نظرا لفشل القلب الاحتقاني الحاد، احتشاء كبير لعضلة القلب، مشاكل صمام القلب، أو انخفاض شديد لمعدل ضربات القلب (بطء القلب) غالباً ما ينتج انخفاض ضغط الدم، ويمكن أن يتطور بشكل سريع إلى صدمة قلبية. عدم انتظام ضربات القلب غالباً ما يؤدي إلى انخفاض ضغط الدم عن طريق هذه الآلية.
بعض أمراض القلب يمكن أن تؤدي إلى انخفاض ضغط الدم، بما في ذلك انخفاض شديد لمعدل ضربات القلب (بطء دقات القلب)، مشاكل صمام القلب، النوبات القلبية وقصورالقلب. قد تسبب هذه الظروف انخفاض في ضغط الدم لأنها تمنع الجسم من قدرته على دوران وتوزيع ما يكفي من الدم.
توسع الأوعية المفرط، أو انقباض غير كافٍ للأوعية الدموية المقاومة للضغط (الشرايين غالبا) يسبب انخفاض ضغط الدم. هذا يمكن أن يكون بسبب انخفاض عمل الجهاز العصبي الودي أو لزيادة نشاط الجهاز العصبي نظير الودي الذي يحدث نتيجة لإصابة في الدماغ، النخاع الشوكي، خلل في الوظائف المستقلة، خلل جوهري في عمل نظام الحركي اللاإرادي. قد يكون التوسع الشديد في الأوعية الدموية ناتج عن تعفن الدم، الأحماض، أو الأدوية، مثل تحضيرات النترات ومحصرات قنوات الكالسيوم، أو مستقبلات AT1 (أنجيوتنسين ll التي تعمل على مستقبلات AT1). العديد من مركبات وتقنيات التخدير، بما في ذلك التخدير الشوكي مركبات التخدير المستنشقة تنتج توسع كبير في الأوعية الدموية.
التأمل، اليوغا، أو غيرها من التخصصات النفسية الفسيولوجية قد تقلل من آثار انخفاض ضغط الدم.
انخفاض ضغط الدم هو أحد الآثار الجانبية لبعض النباتات، والتي يمكن أيضا أن تتفاعل مع أدوية انخفاض ضغط الدم. ومن الأمثلة على ذلك الثيوبرومين في الكاكاو، مما يقلل من ضغط الدم من خلال عمله على حد سواء كموسع للأوعية الدموية وكمدر للبول، واستخدم لعلاج ارتفاع ضغط الدم.

### المتلازمات
هبوط ضغط الدم الانتصابي، الذي يسمى أيضا نقص ضغط الدم الوضعي، هو شكل شائع من الانخفاض في ضغط الدم. ويحدث ذلك بعد تغيير وضع الجسم، وعادة عندما يقوم الشخص بالوقوف بعد أن يكون إما في وضع الجلوس أو الإستلقاء. وهي عادة ما تكون عابرة ويمثل تأخير في القدرة التعويضية الطبيعية للجهاز العصبي اللاإرادي. ونجدها عادة عند نقص حجم الدم أو نتيجة لأدوية مختلفة. بالإضافة إلى أدوية خفض ضغط الدم، العديد من الأدوية النفسية خصوصاً مضادات الاكتئاب يمكن أن يحدث هذا التأثير الجانبي . قياس بسيط لضغط الدم ومعدل ضربات القلب أثناء الإستلقاء، الجلوس والوقوف (مع تأخير لمدة دقيقتين بين كل تغيير وضعية) يمكنه تأكيد وجود نقص ضغط الدم الانتصابي. يتم التأكد من وجود انخفاض ضغط الدم الانتصابي إذا كان هناك انخفاض في 20 مم زئبقي للضغط الانقباضي (وانخفاض 10 مم زئبق في ضغط الانبساطي في بعض المرافق) وزيادة 20 نبضة في الدقيقة في معدل ضربات القلب.
الإغماء العصبي القلبي هو شكل من أشكال خلل الوظائف المستقلة التي تتميز بانخفاض غير مناسب في ضغط الدم أثناء وجوده في وضع مستقيم. يرتبط الإغماء العصبي القلبي بإغماء وعائي مبهمي في أن كلاهما يحدثان نتيجة لزيادة نشاط العصب المبهم، الدعامة الأساسية للنظام العصبي نظير الودي.
شكل آخر، ولكن أكثر ندرة، هو انخفاض ضغط الدم بعد الأكل، وهو انخفاض حاد في ضغط الدم يحدث بعد 30 إلى 75 دقيقة من تناول وجبات كبيرة. وعندما يتمضخ قدر كبير من الدم إلى الأمعاء (وهو نوع من "تجمع الدم حشوي") لتسهيل عملية الهضم والامتصاص، ويجب زيادة الإنتاج القلبي وتضيق الأوعية المحيطية للحفاظ على ما يكفي من ضغط الدم ليروي الأجهزة الحيوية في الجسم، مثل الدماغ. ويعتقد أن يكون انخفاض ضغط الدم بعد الأكل ناجماً عن عدم ضبط الجهاز العصبي اللاإرادي بشكل مناسب، بسبب الشيخوخة أو اضطراب معين.
انخفاض ضغط الدم هو سمة من سمات متلازمة فلامر التي تتميز ببرودة اليدين والقدمين ويهيئها إلى الجلوكوما التوترية الطبيعية.

## الفيزيولوجيا المرضية
ينظم ضغط الدم بشكل مستمر من قبل الجهاز العصبي اللاإرادي، وذلك باستخدام شبكة معقدة من المستقبلات والأعصاب، والهرمونات لتحقيق التوازن بين الآثار المترتبة على الجهاز العصبي الودي والتي تميل إلى رفع ضغط الدم، والجهاز العصبي نظير الودي الذي يميل إلى خفض ضغط الدم. القدرات التعويضية للجهاز العصبي اللاإرادي واسعة وسريعة وتسمح للأفراد بالحفاظ على ضغط الدم طبيعي في نطاق واسع من الأنشطة والعديد من الحالات المرضية.

## التشخيص
| المكتب  | الجوال  | الجوال | الجوال  |
| المكتب  | النهار  | الليل  | 24 ساعة |
| ------- | ------- | ------ | ------- |
| <110/70 | <105/65 | <90/50 | <100/60 |

بالنسبة لمعظم البالغين عادة ما يكون ضغط الدم الطبيعي 120/80 ملم زئبق أو أقل. إذا كان ضغط الدم الانقباضي أقل من 90 ملم زئبق أو كان ضغط الدم الانبساطي أقل من 60 ملم زئبق، فسيُصَنَّف على أنه انخفاض ضغط الدم. ومع ذلك، فإن قراءات ضغط الدم العرضية التي تقل عن 90/60 ملم زئبق ليست نادرة لدى عامة السكان، وفي غياب بعض الأسباب المرضية، يبدو أن انخفاض ضغط الدم حالة حميدة نسبيا لدى معظم الناس.
يُعَرَّف انخفاض ضغط الدم بعد الوقوف، ويسمى انخفاض ضغط الدم الوضعي أو الانتصابي، على أنه انخفاض في ضغط الدم من الاستلقاء إلى الوقوف> 20 مم زئبق الانقباضي أو> 10 مم زئبق الانبساطي في غضون 3 دقائق من الوقوف. تُقَاسُ الحيوية الانتصابية بشكل متكرر للمساعدة في تشخيص انخفاض ضغط الدم الانتصابي، وقد تنطوي على استخدام اختبار طاولة الإمالة لتقييم الإغماء الوعائية.

## العلاج
يعتمد العلاج على سبب انخفاض ضغط الدم. قد لا تكون هناك حاجة الى علاج انخفاض ضغط الدم الغير مصاحب لأعراض. اعتمادا على الأعراض، قد يشمل العلاج شرب المزيد من السوائل لمنع الجفاف، أو تناول الأدوية لرفع ضغط الدم، أو تعديل الأدوية التي تسبب انخفاض ضغط الدم، أو تغييرات نمط الحياة. يمكن أن تؤدي إضافة الشوارد إلى النظام الغذائي إلى تخفيف أعراض انخفاض ضغط الدم المعتدل، ويمكن أن تكون الجرعة الصباحية من الكافيين فعالة أيضا. انخفاض ضغط الدم المزمن يوجد بشكل عام كأحد أعراض مرض اخر ونادرا ما يعتبر كمرض بحد ذاته. في الحالات الخفيفة، حيث لا يزال المريض مستجيبا، فإن وضع الشخص في وضع الاستلقاء الظهري (الاستلقاء على الظهر) ورفع الساقين يزيد من العودة الوريدية، مما يجعل المزيد من الدم متاحا للأعضاء الحرجة في الصدر والرأس. وضعية ترندلينبورغ، على الرغم من استخدامها تاريخيا، لم يعد يوصى بها.
علاج انخفاض ضغط الدم بالصدمة يتبع دائما الخطوات الأربع الأولى. النتائج، من حيث الوفيات، وترتبط مباشرة بالسرعة التي يُصَحَّح بها انخفاض ضغط الدم. هناك طرق لا تزال تحت النقاش وهي بين قوسين معايير لتقييم التقدم وتصحيح انخفاض ضغط الدم. دراسة  على الصدمة الإنتانية المقدمة تساعد في توثيق هذه المبادئ العامة. ومع ذلك، فإنه لا ينطبق على جميع أشكال هبوط ضغط الدم الحاد لأنه يركز على انخفاض ضغط الدم بسبب العدوى:
1. حجم الإنعاش (عادة مع بلوراني)
2. دعم لضغط الدم عن طريق مضييقات للأوعية (كلها تبدو متساوية)[43]
3. التأكد من التروية الجيدة للأنسجة (المحافظة على حجم الأكسجين أكثر من 70 باستخدام نقل الدم أو الدوبوتامين)
4. كتابة المشكلة الرئيسية ومعالجتها (أي مضاد حيوي للعدوى، الدعامات أو تحويل مسار الشريان التاجي (جراحة الشريان التاجي)، احتشاء، والمنشطات لقصور الغدة الكظرية، الخ ...)

من العلاجات متوسطة المدى (وأقل ثبوتية) لانخفاض ضغط الدم ما يلي:
- السيطرة على نسبة السكر في الدم (80-150 إحدى الدراسات)
- التغذية المبكرة (عن طريق الفم أو عن طريق أنبوب لمنع العِلَّوص"أي انسداد الأمعاء")
- الدعم بالستيرويد